# 薛登道
薛登道（1882年—1951年），字达五，山西省絳州直隸州稷山縣均和村人，清朝政治人物、進士出身。
光緒二十九年（1903年），参加光緒癸卯科殿試，登進士二甲第106名。同年閏五月，以主事分部学习。
1907年毕业于日本法政大学。1909年获清廷简派财政监理官。1927年南京国民政府成立，登道任内政部委员、平津卫戌总司令部参议。1933年（民国22年）10月孔祥熙就任行政院副院长，又于11月就任财政部长，并仍兼中央银行总裁。1934年登道受司法行政部部长王用宾举荐从北京到南京国民政府铨叙部工作，后调任南京国民政府财政部，任财政部任会计司科长，主管财政檔案多年，一直到1949年因患白内障眼疾告老还乡。1952年病逝于山西故乡。